# Buteo archeri
El busardo augur somalí (Buteo archeri)  es un ave de presa de la familia Accipitridae. Mide de 50–55 cm de largo.
La taxonomía de esta especie es confusa, algunos taxonomistas consideran que esta especie junto con el busardo augur meridional, y el busardo augur oriental son la misma superespecie.  Por otra parte muchos taxonomistas consideran a los tres como especies distintas, con distintas llamadas, diferentes rangos y ligeras variaciones en su plumaje.  
El adulto del busardo augur somalí posee un vistoso plumaje. Su lomo es marrón oscuro con una cola blanca. Sus partes bajas son de color beige, con plumas rufas.  Su cuello es blanco con algunas pintas negras.  Los ejemplares juveniles poseen un vientre de color rufo pálido a blanco con algunas manchas en la parte superior del pecho. 
Su dieta se compone principalmente de pequeños mamíferos terrestres, alguna culebra, lagartijas, pequeñas aves, e insectos. Typically, the raptor drops on its prey from a perch or hover.

## Distribución y hábitat
Esta especie habita en la zona norte de Somalía en África.   
Su hábitat natural son las montañas y zonas de sabana y pastizales adyacentes. Es residente y  no-migratoria en todo su rango.  